# 石黒達昌
石黒 達昌（いしぐろ たつあき、1961年9月5日 - ）は、日本の小説家、医師、東京大学講師・文部科学省高等教育局医学教育課専門官・テキサス大学MDアンダーソン癌センター助教授などを経て、2020年現在は勤務医。
専門は医学教育・外科・消化器科・乳腺科、特に癌免疫、ジクロロ酢酸を用いた癌治療など。

## 経歴
- 北海道深川市出身。
- 東京学芸大学附属高等学校卒業、東京大学医学部卒業。
- 1989年、「最終上映」で第8回海燕新人文学賞を受賞。
- 1994年、「平成3年5月2日、後天性免疫不全症候群にて急逝された明寺伸彦博士、並びに……」で第110回芥川龍之介賞候補。『平成3年5月2日、後天性免疫不全症候群にて急逝された明寺伸彦博士、並びに……』で第16回野間文芸新人賞候補。
- 1996年、『94627』で第9回三島由紀夫賞候補。
- 2001年、「人喰い病」で第32回星雲賞日本短篇部門候補作。
- 2002年、「真夜中の方へ」で第126回芥川龍之介賞候補。
- 2003年、「希望ホヤ」で第34回星雲賞国内短篇部門参考候補作。
- 2005年、「目を閉じるまでの短い間」で第132回芥川龍之介賞候補。

## 作風
「平成3年5月2日、後天性免疫不全症候群にて急逝された明寺伸彦博士、並びに……」（もともと無題の作品であるが便宜上作品の冒頭部分を題名として扱っている）はモキュメンタリー小説。ハネネズミという空想上の動物をノンフィクション風、横書き、表や写真入りで描くという斬新なスタイルを用い、大江健三郎や筒井康隆から、日本文学に新風を吹き込む作品であると評された。

## 著作

### 小説

#### 単行本
- 『最終上映』（1991年、福武書店）
  - 最終上映（『海燕』1989年11月号）
  - ステージ（『海燕』1990年6月号）
- 『平成3年5月2日、後天性免疫不全症候群にて急逝された明寺伸彦博士、並びに……』（1994年、福武書店）
  - 平成3年5月2日、後天性免疫不全症候群にて急逝された明寺伸彦博士、並びに……（『海燕』1993年8月号）
  - 今年の夏は雨の日が多くて、（『海燕』1993年11月号）
  - 鬼ごっこ（『海燕』1992年11月号）
- 『94627』（1995年、ベネッセ）
  - イスラム教の信者、ユダヤ教の信者、キリスト教徒など、神と終末の日とを信じ善を行う者は、その主のみもとに報酬がある。彼らには恐れも悲しみもない（『海燕』1994年10月号）
  - 94627
  - ALICE（『海燕』1995年7月号）
- 『新化』（1997年、ベネッセ）
  - 新化
  - カミラ蜂との七十三日（『海燕』1996年1月号）
- 『新化』（2000年、ハルキ文庫）
  - 平成3年5月2日、後天性免疫不全症候群にて急逝された明寺伸彦博士、並びに……
  - 新化
- 『人喰い病』（2000年、角川春樹事務所）
  - 雪女
  - 人喰い病
  - 水蛇
  - 蜂
- 『冬至草』（2006年、早川書房、ISBN 9784152087355）
  - 希望ホヤ（『SFマガジン』2002年3月号）
  - 冬至草（『文學界』2002年5月号）
  - 月の…（『文學界』1999年12月号）
  - デ・ムーア事件（書き下ろし）
  - 目をとじるまでの短かい間（『文學界』2004年12月号）
  - アブサルティに関する評伝（『すばる』2001年11月号）

### 短編集
- 日本ＳＦの臨界点　石黒達昌──冬至草／雪女（2021年8月 ハヤカワ文庫JA）- 編：伴名練
  - 希望ホヤ
  - 冬至草
  - 王様はどのようにして不幸になっていったのか？（『小説TRIPPER』1996年夏季号）
  - アブサルティに関する評伝
  - 或る一日（『文學界』1999年3月号）
  - ALICE
  - 雪女
  - 平成3年5月2日、後天性免疫不全症候群にて急逝された明寺伸彦博士、並びに……

### エッセイ
- 『劣等生の東大合格体験記』（2010年、講談社）

#### 単行本未収録作品
- †（『海燕』1994年4月号）
- （失踪中の王妃からの手紙）（『すばる』1995年4月号）
- その話、本当なのか（『文學界』1998年10月号）
- 真夜中の方へ（『文學界』2001年10月号）
- ショールーム（『すばる』2003年4月号）
- この世の終わりは一体どのような形になるのだろうか？（『S―Fマガジン』2006年8月号、エッセイ）
- 足（『真夜中』No.5 2009 Early Summer）
- ハバナの夜（『群像』2010年12月号）

### 医学関連書
- 『ランダム外科学』（1993年、金原出版）
- 『ハローマッチング'04 小論文・面接のABC』（2004年、医学評論社）
- 『ハローマッチング'05 小論文・面接・筆記試験対策のABC』（2005年、医学評論社）

### 翻訳
- ロシア語　(2004年　現代日本文学アンソロジー）
- 中国語　　(2013年　冬至草）
- 英語　　　(2015年　Biogenesis Vertical Co.)